# 3 februarie
ianuarie • februarie • martie  • aprilie  • mai  • iunie  • iulie  • august  • septembrie  • octombrie  • noiembrie  • decembrie
3 februarie este a 34-a zi a calendarului gregorian. Mai sunt 331 de zile până la sfârșitul anului (332 de zile în anii bisecți).

## Evenimente

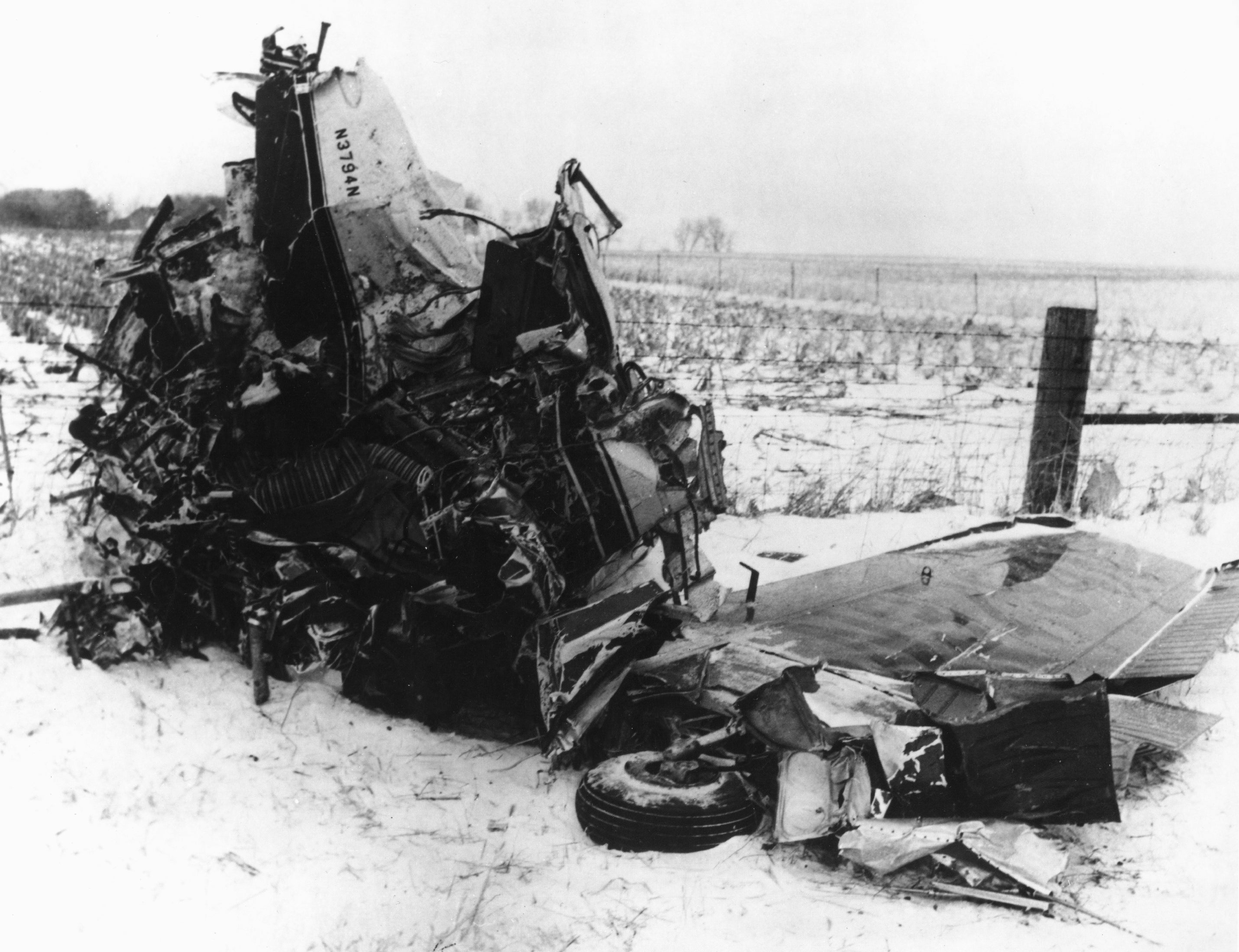
1959: Un avion charter care transportă muzicienii Buddy Holly, Ritchie Valens și Bopper Big se prăbușește în apropiere de Clear Lake, Iowa, ucigând toți cei 4 pasageri de la bord, inclusiv pilotul. Mai târziu, tragedia a fost numită Ziua în care muzica a murit, popularizată în piesa "American Pie" a lui Don McLean în 1972. Foto – epava Bonanza la locul accidentului.

- 1395: Prima mențiune documentară a Cetății Neamț.
- 1451: După moartea lui Murad al II-lea, fiul său, Mehmed al II-lea, devine sultan al Imperiului otoman pentru a doua oară.
- 1653: Cardinalul Mazarin se întoarce la Paris după exilul în care fusese nevoit să plece ca urmare a Frondei (1650-1652).
- 1815: A fost fondată prima fabrică pentru producția de brânză, în vederea comercializării (Elveția).
- 1876: A fost semnat tratatul de pace care a pus capăt războiului dintre Argentina și Paraguay.
- 1908: Se constituie Partidul Conservator-Democrat, sub conducerea lui Take Ionescu (3/16).
- 1917: SUA au întrerupt relațiile diplomatice cu Germania.
- 1947: Miron Radu Paraschivescu publică în ziarul "Scânteia" (al PCR) atacuri violente contra lui Tudor Arghezi, acuzat de atitudini politice reacționare.
- 1957: Poetul Ștefan Augustin Doinaș a fost arestat și condamnat de regimul comunist la un an închisoare sub acuzația de „omisiune de denunț”; a fost eliberat la 5 februarie 1958.
- 1959: Un avion charter care transportă muzicienii Buddy Holly, Ritchie Valens și Bopper Big se prăbușește în apropiere de Clear Lake, Iowa, ucigând toți cei 4 pasageri de la bord, inclusiv pilotul. Mai târziu, tragedia a fost numită Ziua în care muzica a murit, popularizată în piesa "American Pie" a lui Don McLean în 1972.
- 1962: SUA instituie blocada economică asupra Cubei.
- 1966: Stația rusească automată "Luna 9", lansată la 31 ianuarie 1966, a realizat prima aselenizare și a transmis imagini ale suprafeței lunare.
- 1972: Primele Jocuri Olimpice de Iarnă care s-au ținut în Asia s-au deschis la Sapporo, Japonia.
- 1972: Prima zi a viscolului din Iran care a ținut șapte zile și a ucis cel puțin 4.000 de oameni, devenind furtuna de zăpadă cu cel mai mare număr de decese din istorie.[1]
- 1983: Papa Ioan Paul al II-lea a prezentat noul drept canonic.
- 1994: Este lansată naveta spațială "Discovery", pentru o misiune de opt zile. La bord s–a aflat cosmonautul Serghei Krikaliov, alături de alți 5 astronauți americani. A fost prima misiune comună americano–rusă din 1975, când a avut loc istorica întâlnire în cosmos dintre stația americană "Apollo" și cea sovietică "Soiuz".
- 2006: Feribotul egiptean Al Salam Boccaccio 98 s-a scufundat în Marea Roșie în drumul de la Duba, Arabia Saudită, la Safaga, în sudul Egiptului. Nava transporta 1312 de pasageri și 96 membri ai echipajului la momentul dezastrului. Doar 388 de persoane au supraviețuit.

## Nașteri
- 1338: Ioana de Bourbon, soția regelui Carol al V-lea al Franței (d. 1378)
- 1772: Pierre Claude Pajol, general francez (d. 1844)
- 1807: Jenaro Pérez Villaamil, pictor spaniol (d. 1854)
- 1809: Felix Mendelssohn Bartholdy, compozitor, dirijor și pianist german (d. 1847)
- 1811: Horace Greeley, politician american (d. 1872)
- 1829: Balázs Orbán, etnograf și explorator secui (d. 1890)
- 1830: Robert Gascoyne-Cecil, politician britanic, prim ministru al Marii Britanii (d. 1903)
- 1864: Mariano Barbasán, pictor spaniol (d. 1924)
- 1887: Georg Trakl, poet austriac, reprezentant al curentului expresionist timpuriu (d. 1914)
- 1890: Paul Scherrer,  fizician elvețian (d. 1969)

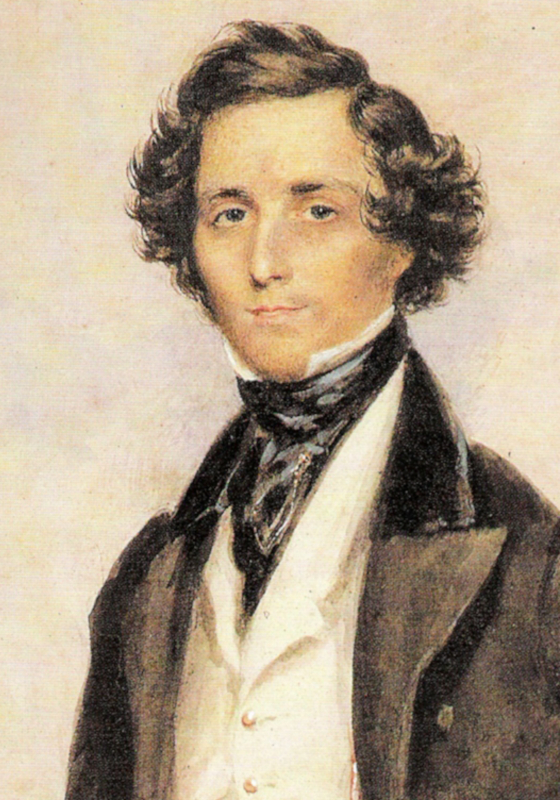
Felix Mendelssohn Bartholdy, compozitor german
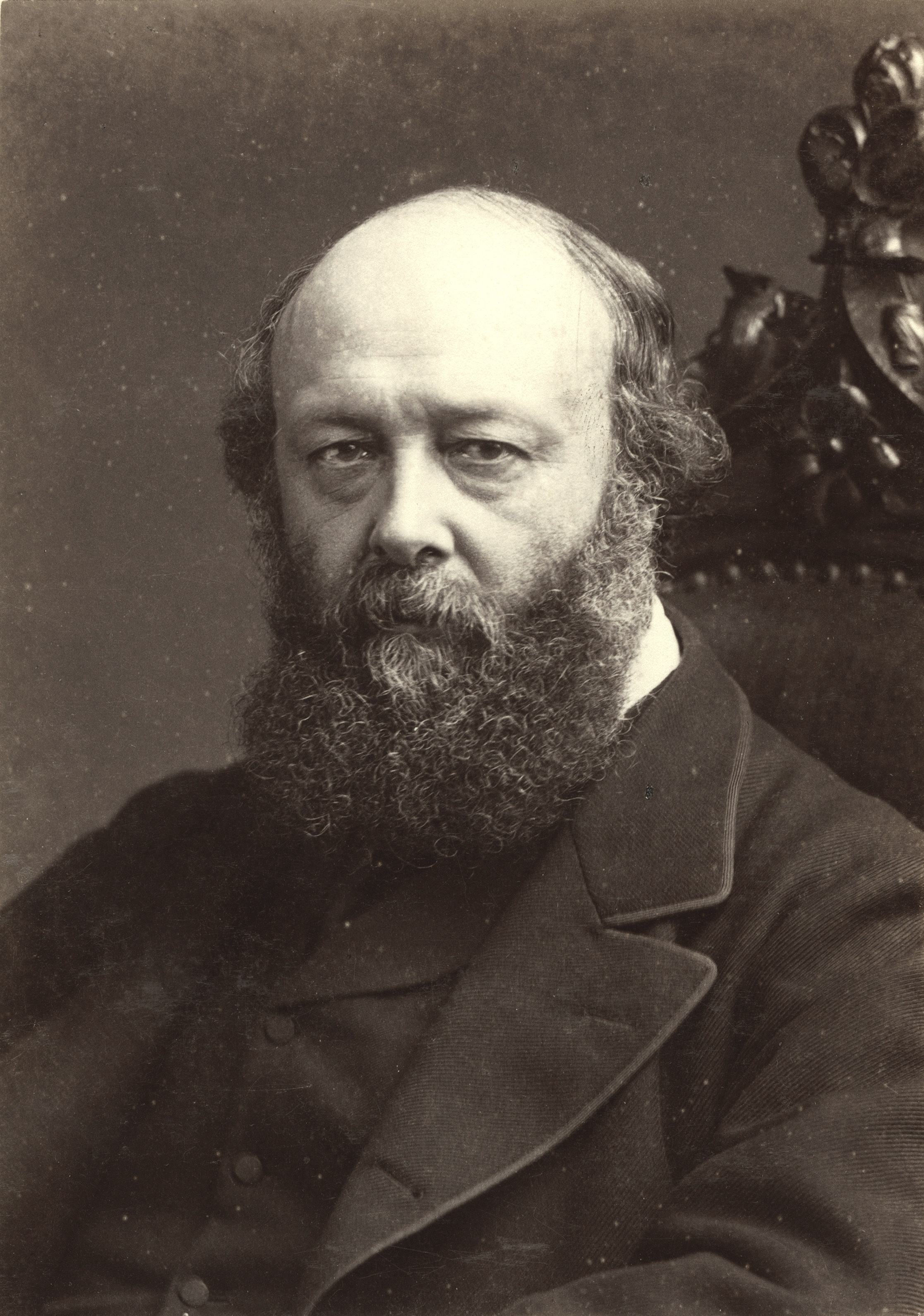
Robert Gascoyne-Cecil, prim ministru al Marii Britanii
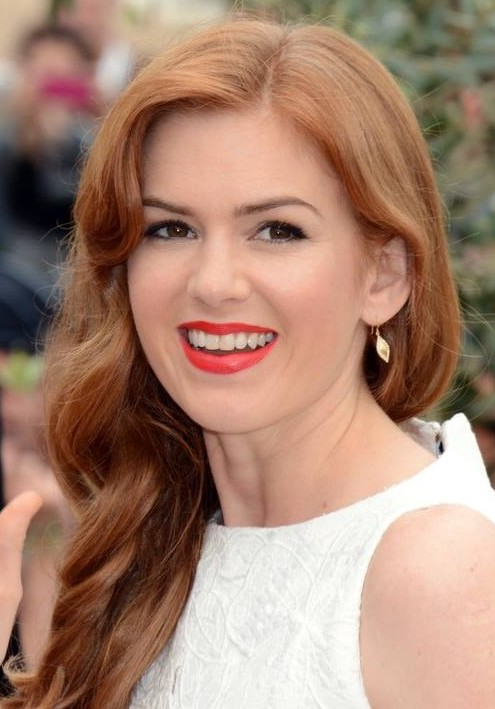
Isla Fisher, actriță australiană

- 1894: Norman Percevel Rockwell, desenator, ilustrator și pictor american  (d. 1978)
- 1898: Alvar Aalto, arhitect finlandez (d. 11 mai 1976)
- 1909: Simone Weil, scriitoare franceză (d. 1943)
- 1925: Ștefan Mihăilescu–Brăila, actor român de teatru și film (d. 1996)
- 1940: Lucian Iancu, actor și regizor român de teatru și film (d. 2024)
- 1941: Ștefan Iordache, actor român de teatru și film (d. 2008)
- 1944: Dan Tufaru, actor român (d. 2002)
- 1947: Maurizio Micheli, actor italian
- 1947: Paul Auster,  eseist, poet, prozator, scenarist și traducător american (d. 2024)
- 1950: Alvaro Vitali, actor italian
- 1951: Blaise Compaoré, șeful statului Burkina Faso
- 1951: Eugenia Maci, actriță română de teatru și film
- 1958: Philippe Vigier, politician francez
- 1976: Cătălin Hîldan, fotbalist român (d. 2000)
- 1976: Isla Fisher, actriță, scriitoare australiană
- 1993: Mădălina Florea, atletă română

## Decese
- 1014: Svend I, rege al Angliei, Danemarcei și Norvegiei
- 1399: Ioan de Gaunt, Duce de Lancaster, al treilea fiu al regelui Eduard al III-lea al Angliei (n. 1340)
- 1451: Murad al II-lea, sultan al Imperiului Otoman (n. 1404)
- 1468: Johann Gutenberg, inventatorul tiparului (n. 1398)
- 1737: Tommaso Ceva, matematician italian (n. 1648)
- 1862: Jean-Baptiste Biot, fizician francez (n. 1774)

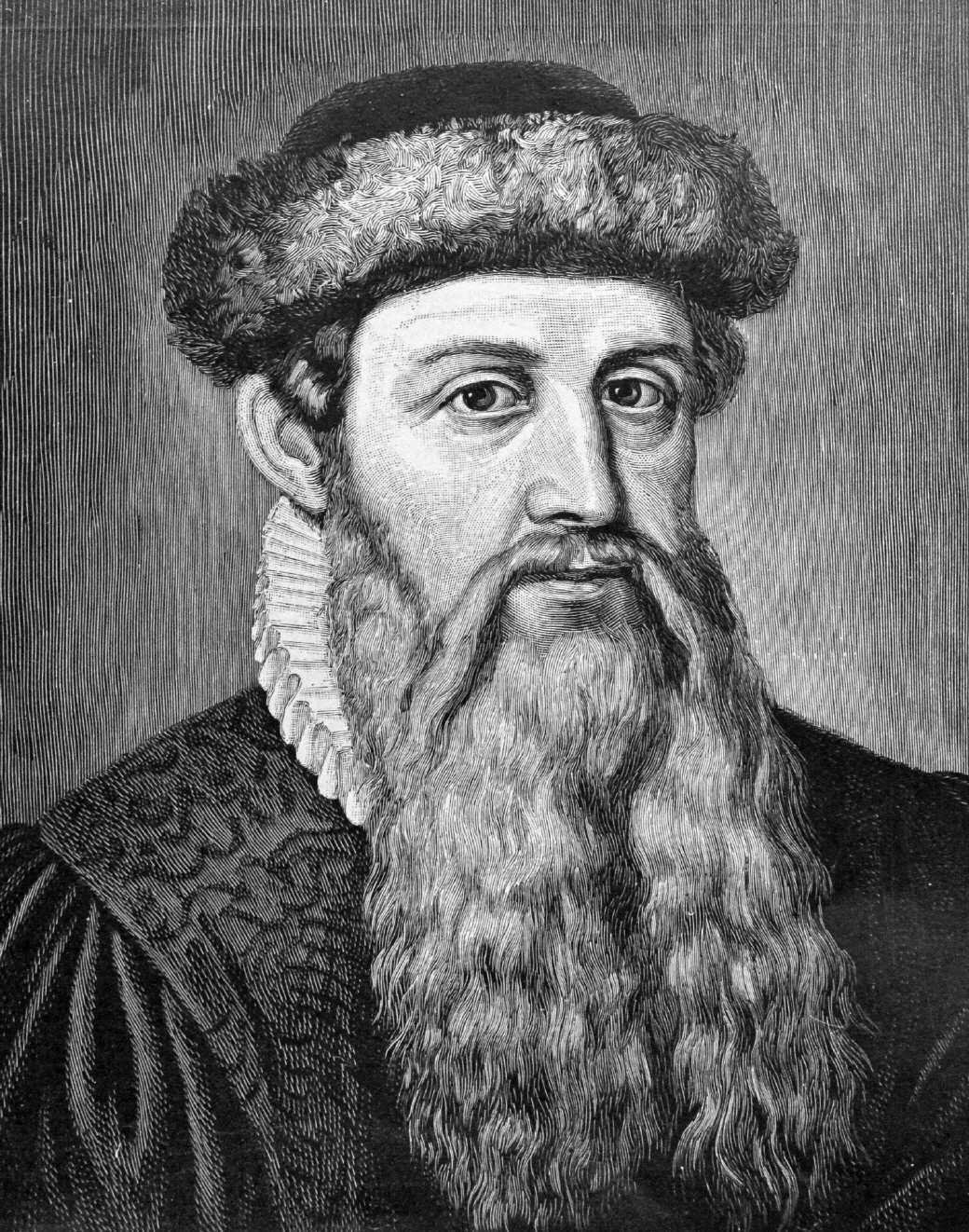
Johann Gutenberg, inventatorul tiparului
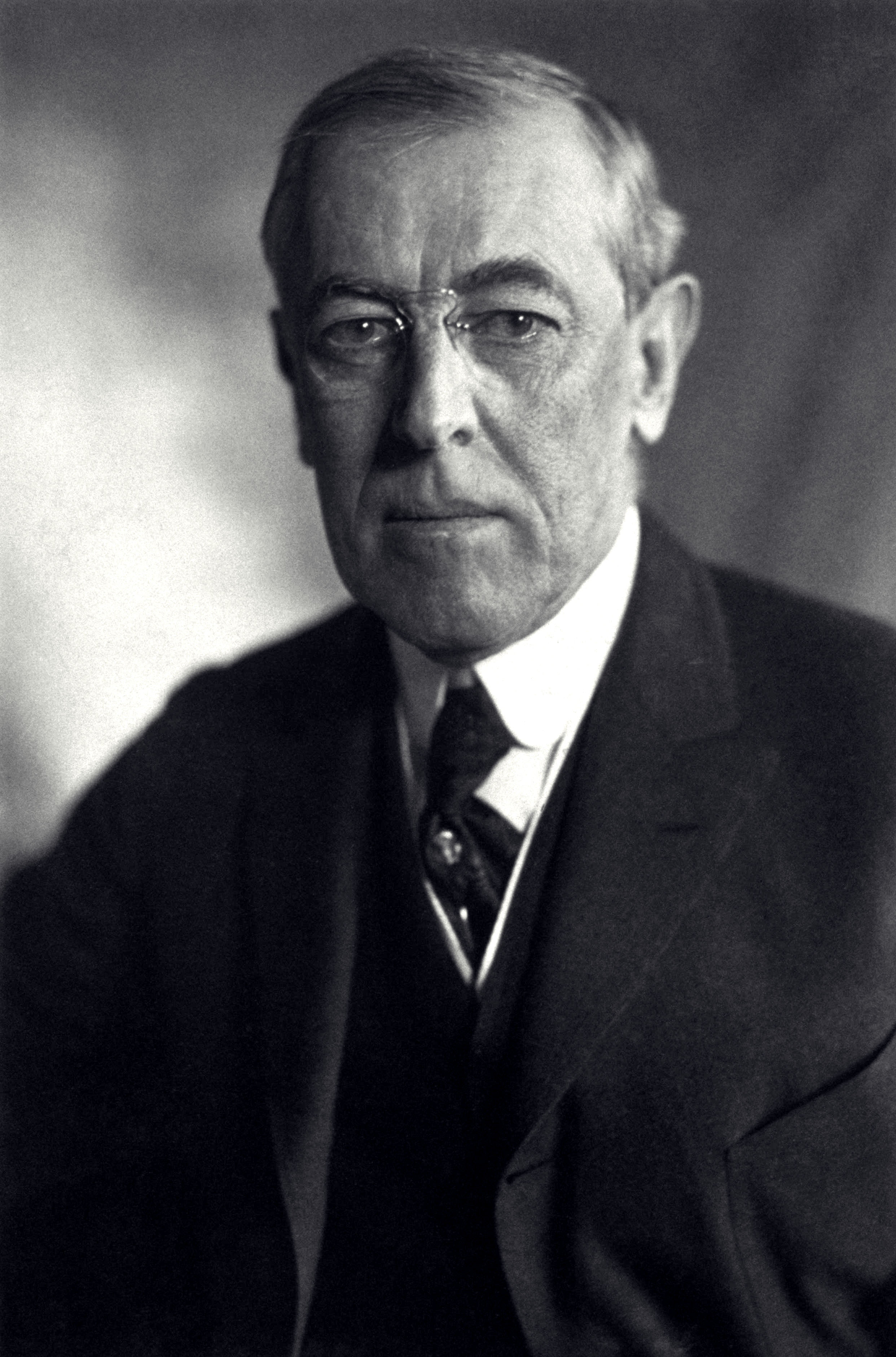
Thomas Woodrow Wilson, al 28-lea președinte american, laureat Nobel
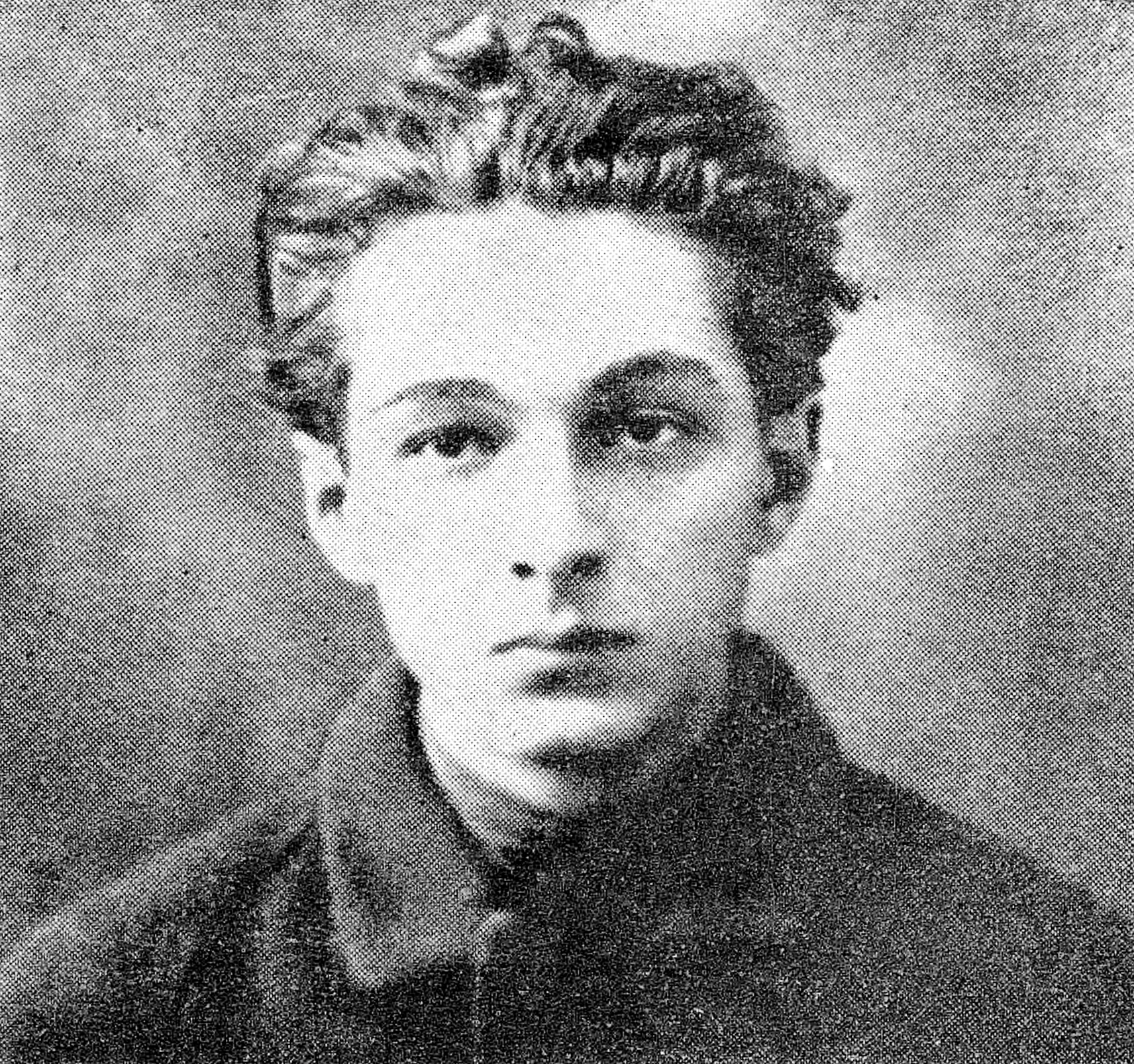
Ionel Teodoreanu, scriitor român

- 1866: François-Xavier Garneau, poet și istoric canadian (n. 1809)
- 1896: Jane Wilde, poetă irlandeză (n. 1821)
- 1924: Thomas Woodrow Wilson, al 28-lea președinte american, laureat Nobel (n. 1856)
- 1936: Prințesa Sofia de Schönburg-Waldenburg, soția lui Wilhelm de Wied, Prinț al Albaniei (n. 1885)
- 1946: Victor Loret, egiptolog francez (n. 1859)
- 1954: Ionel Teodoreanu, scriitor român (n. 1897)
- 1956: Émile Borel, matematician francez (n. 1871)
- 1959:  Buddy Holly, cântăreț american (n. 1936)
- 1959: Ritchie Valens, cântăreț american (n. 1941)
- 1959:  J.P. "The Big Bopper" Richardson, cântăreț american (n. 1930)
- 1968: Traian Gheorghiu, academician român (n. 1887)
- 1970: Italo Gariboldi, general italian (n. 1879)
- 1989: John Cassavetes, regizor, actor și producător american de film (n. 1929)
- 1997: Bohumil Hrabal, prozator ceh (n. 1914)
- 2009: Virgil Almășanu, pictor român (n. 1926)
- 2010: Prințesa Regina de Saxa-Meiningen, soția lui Otto von Habsburg (n. 1925)
- 2010: Georges Wilson, actor francez (n. 1921)
- 2012: Ben Gazzara, actor american (n. 1930)
- 2020: George Steiner, scriitor american de origine franceză (n. 1929)
- 2020: Aurel Șelaru, ciclist român (n. 1935)
- 2022: Christos Sartzetakis, jurist și politician grec, președinte al Republicii Elene (1985–1990) (n. 1929)
- 2022: Ioan Onisei, deputat român în legislatura 2000–2004 (n. 1954)
- 2022: Paco Rabanne, designer vestimentar francez  (n. 1934)
- 2024: Vittorio Emanuele di Savoia (n. 1937)

## Sărbători
- Sfântul și Dreptul Simeon; Sf. Proorocița Ana (calendar creștin-ortodox)
- Sf. Blasiu, episcop martir; Sf. Oscar, episcop (calendar romano-catolic)
- Sf. și dreptul Simeon, primitorul de Dumnezeu și profetesa Ana (calendar greco-catolic)